# Ticorea foetida
Ticorea foetida är en vinruteväxtart som beskrevs av Jean Baptiste Christophe Fusée Aublet. Ticorea foetida ingår i släktet Ticorea och familjen vinruteväxter. Inga underarter finns listade i Catalogue of Life.